# Čalukova Bara
Čalukova Bara je naseljeno mjesto u općini Kaknju, Federacija Bosne i Hercegovine, BiH. Etnik za stanovnike Čalukove Bare je Baravčani.

## Stanovništvo
Na temelju božićnog blagoslova obitelji sutješka rimokatolička župa sv. Ivana Krstitelja napravila je statističke podatke o broju obitelji i župljana po selima u svojoj župi za 2017. godinu. U podatke su uračunani samo oni, koji žive stalno ili minimalno 6 mjeseci na području župe. U Čalukovoj Bari i Jurićima, kako ih zajedno bilježi rimokatolička župa, bilo je 13 obitelji s 26 stanovnika; 5 samaca.

## Vanjske poveznice
- Facebook